# إدسون ألفارادو (لاعب كرة قدم)
إدسون ألفارادو (بالإنجليزية: Edson Alvarado)‏ هو لاعب كرة قدم أمريكي في مركز الوسط، ولد في 24 أبريل 1998 في كاليفورنيا في الولايات المتحدة. لعب مع نادي تيخوانا.